# Adolf Wüllner
Adolf Wüllner (Düsseldorf, 13 de junho de 1835 – Aachen, 6 de outubro de 1908) foi um físico alemão.
Estudou física na Universidade de Bonn e na Universidade de Munique, onde obteve um doutorado em 1856, lecionando na Universidade de Marburgo em 1858. Em 1862 foi diretor da escola vocacional em Aachen, e três anos depois lecionou física na Academia de Agricultura de Poppelsdorf. Em 1867 foi nomeado professor associado da Universidade de Bonn, e a partir de 1869 foi professor de física da Universidade Técnica da Renânia do Norte-Vestfália em Aachen. Em 1883–1886 foi reitor.
É conhecido por seu trabalho sobre calor específico de líquidos e gases, pressão de vapor, índice refrativo e espectro de emissão.

## Obras
Autor de um livro-texto de sucesso sobre física experimental que foi publicado em diversas edições: 
- Lehrbuch der Experimentalphysik (2 volumes 1862–65; 5.ª edição, 4 volumes 1907):
  - Vol. 1: Allgemeine Physik und Akustik – Física Geral e Acústica.
  - Vol. 2: Die Lehre von der Wärme – Teoria do Calor.
  - Vol. 3: Die Lehre vom Magnetismus und von der Elektricität – Teoria do Magnetismo e da Eletricidade.
  - Vol, 4: Die Lehre von der Strahlung – Teoria da Radiação.

Outras obras de destaque incluem:
- Ueber den Einfluss des Procentgehaltes auf die Spannkraft der Dämpfe aus wässerigen Salzlösungen (inaugural dissertation, 1856).
- Die Absorption des Lichtes in isotropen Mitteln, 1862 – Absorção da Luz em Meios Isotrópicos.
- Einleitung in die Dioptrik des Auges, 1866 – Introdução à Dioptria do Olho.
- Die Entwicklung der Grundanschauungen in der Physik im Laufe unseres Jahrhunderts, 1887 – O Desenvolvimento dos Princípios Fundamentais da Física Durante o Transcurso de Nosso Século.

Foi também autor de diversos artigos científicos publicados no periódico Annalen der Physik und Chemie.